# Glushko (cráter)

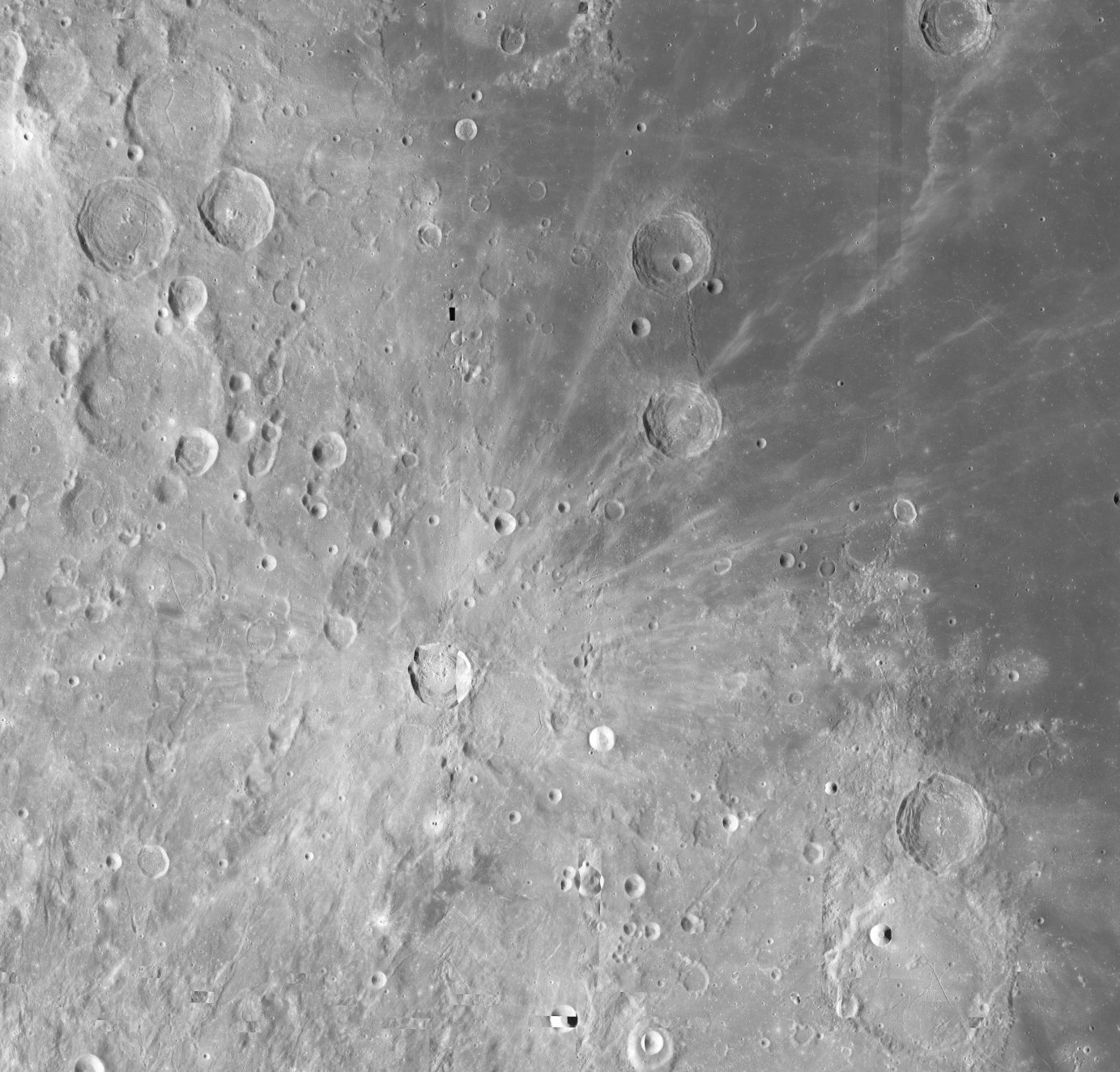
Sistema de marcas radiales de Glushko. Fotografía de la misión LRO

Glushko es un cráter de impacto lunar relativamente reciente, unido al borde occidental del cráter Olbers.
Glushko posee un albedo relativamente alto, siendo el foco de un prominente sistema de marcas radiales que se extiende en todas direcciones a través de la superficie cercana. Presenta unos rasgos nítidos y bien definidos, que combinados con su albedo elevado, son indicativos de un cráter de impacto relativamente joven. Presenta una pequeña rampa exterior, con el material de las paredes internas parcialmente desplomado formando terrazas y taludes. Su brocal presenta tres salientes localizados en sus sectores norte y noroeste.
Debido a la nitidez de sus rayos, Glushko se clasifica como perteneciente al Período Copernicano.
Este cráter se denominaba Olbers A antes de ser renombrado por la UAI.